# Fatao
Fatao è un comune urbano del Mali facente parte del circondario di Diéma, nella regione di Kayes.
Il comune è composto da 6 nuclei abitati:
- Boulé
- Diabira
- Fatao
- Gourdy
- Kaïmpo
- Mounta Soninké